# Jeff Sutherland (Spezialeffektkünstler)
Jeff Sutherland ist ein englischer Filmtechniker für Visuelle Effekte.

## Karriere
Sutherland stammt aus England und begann seine Filmkarriere 1998 mit dem Thriller Ausnahmezustand von Edward Zwick. Bereits im nächsten Jahr wechselte er zum Animationsstudio Industrial Light & Magic, bei dem er seitdem arbeitet. Seine erste Leitungsposition übernahm er 2003 bei dem Superheldenfilm Hulk als „Compositing sequence Supervisor“. In der Folge war er an weiteren Actionfilmen beteiligt, so Fluch der Karibik und Master and Commander – Bis ans Ende der Welt von 2003. Im Jahr 2005 arbeitete er an Star Wars: Episode III – Die Rache der Sith, wofür er ein Jahr später für den VES Award nominiert wurde. Dabei ging es um das Compositing der Eröffnungsschlacht im Weltraum. Im Jahr 2007 wurde er schließlich mit demselben Preis für seine Arbeit an Pirates of the Caribbean – Fluch der Karibik 2 ausgezeichnet. Bereits sein nächster Film Transformers 3 wurde für den HPA und VES Award nominiert. In den nächsten Jahren arbeitete er weiterhin im Superhelden und Actiongenre an Filmen des Marvel Cinematic Universe wie Marvel’s The Avengers von 2012, weiteren Transformers- und Star-Wars-Filmen.
Schließlich war er als Supervisor für Visuelle Effekte an Mission: Impossible – Dead Reckoning Teil Eins von Christopher McQuarrie beteiligt. Für seine Arbeit wurde er bei mehreren Festivals und Filmpreisen für Visuelle Effekte nominiert. So konnte er den Saturn Award in der Kategorie Beste Visuelle Effekte gewinnen und wurde in derselben Kategorie für einen Oscar nominiert. Dies geschah zusammen mit Simone Coco, Alex Wuttke und Neil Corbould. Gegenüber A.frame gab Sutherland an, dass er für VFX-Künstler in der Londoner Unit zuständig war. Bei der Verfolgungsjagd durch Rom mussten etwa die auf den Autos montierten Kameras nachträglich entfernt werden. Bei dem Motorrad-Stunt wurde hingegen die ganze Umgebung im Nachhinein ergänzt. Aufwändig sei auch die Szene gewesen, in der Hayley Atwell die Maske von Vanessa Kirbys Gesicht aufsetzt.
Auch am Nachfolgerfilm Mission: Impossible – The Final Reckoning, der 2025 erschien, war Sutherland beteiligt.

## Filmografie (Auswahl)
- 1998: Ausnahmezustand
- 1999: Siegfried & Roy: The Magic Box
- 2003: Hulk
- 2003: Fluch der Karibik
- 2003: Master and Commander – Bis ans Ende der Welt
- 2003: Peter Pan
- 2005: Star Wars: Episode III – Die Rache der Sith
- 2005: Krieg der Welten
- 2006: Pirates of the Caribbean – Fluch der Karibik 2
- 2007: Transformers
- 2008: Iron Man
- 2009: Star Trek
- 2009: Terminator: Die Erlösung
- 2010: Die Legende von Aang
- 2011: Transformers 3
- 2012: Battleship
- 2012: Marvel’s The Avengers
- 2013: Pacific Rim
- 2014: Transformers: Ära des Untergangs
- 2015: Jurassic World
- 2015: Ant-Man
- 2016: Deepwater Horizon
- 2016: Rogue One: A Star Wars Story
- 2017: Star Wars: Die letzten Jedi
- 2018: Monsters and Men
- 2018: A Quiet Place
- 2018: Bumblebee
- 2019: Star Wars: Der Aufstieg Skywalkers
- 2020: The Mandalorian (Fernsehserie, 4 Folgen)
- 2021: Fast & Furious 9
- 2021: James Bond 007: Keine Zeit zu sterben
- 2023: Mission: Impossible – Dead Reckoning Teil Eins
- 2024: A Quiet Place: Tag Eins
- 2025: Mission: Impossible – The Final Reckoning

## Auszeichnungen (Auswahl)
- 2006: VES-Award-Nominierung in der Kategorie Bester Einzeleffekt für Star Wars: Episode III – Die Rache der Sith
- 2007: VES Award in der Kategorie Herausragendes Compositing bei einem Kinofilm für Pirates of the Caribbean – Fluch der Karibik 2
- 2011: HPA Award in der Kategorie Herausragendes Compositing bei einem Kinofilm für Transformers 3
- 2012: VES-Award-Nominierung in der Kategorie Herausragendes Compositing bei einem Kinofilm für Transformers 3
- 2020: VES-Award-Nominierung in der Kategorie Herausragendes Compositing bei einem Kinofilm für Star Wars: Der Aufstieg Skywalkers
- 2024: OFCS-Award-Nominierung in der Kategorie Beste Visuelle Effekte für Mission: Impossible – Dead Reckoning Teil Eins
- 2024: Satellite Award in der Kategorie Beste Visuelle Effekte für Mission: Impossible – Dead Reckoning Teil Eins
- 2024: BAFTA-Nominierung in der Kategorie Beste Visuelle Effekte für Mission: Impossible – Dead Reckoning Teil Eins
- 2024: Saturn-Award-Nominierung in der Kategorie Beste Visuelle Effekte für Mission: Impossible – Dead Reckoning Teil Eins
- 2024: Oscar-Nominierung in der Kategorie Beste Visuelle Effekte für Mission: Impossible – Dead Reckoning Teil Eins